# Rue Vasco-de-Gama (Paris)
Pour les articles homonymes, voir Rue Vasco-de-Gama.
La rue Vasco-de-Gama est une rue du 15e arrondissement de Paris.

## Situation et accès
La rue Vasco-de-Gama commence avenue Félix-Faure et finit rue Desnouettes.

## Origine du nom
Elle porte le nom du navigateur portugais Vasco de Gama (1469-1524).

## Historique
Cette rue a été ouverte en trois phases :
- la première partie, entre l'avenue Félix-Faure et la rue de Lourmel, a été ouverte en 1899 ;
- la deuxième partie, entre les rues de Lourmel et Lecourbe, a été ouverte en 1902.

Cette section a pris sa dénomination actuelle le 5 avril 1904. 
- La dernière partie, entre les rues Lecourbe et Desnouettes a été créée en prenant la même dénomination en 1912.